# Leyafoo
Leyafoo (persiska: Līāfū, لیافو) är en ort i Iran.   Den ligger i provinsen Gilan, i den nordvästra delen av landet, 210 km nordväst om huvudstaden Teheran. Leyafoo ligger 124 meter över havet och antalet invånare är 198.
Terrängen runt Leyafoo är kuperad söderut, men norrut är den platt. Runt Leyafoo är det ganska tätbefolkat, med 129 invånare per kvadratkilometer. Närmaste större samhälle är Sīāhkal, 16,5 km nordost om Leyafoo. I omgivningarna runt Leyafoo växer i huvudsak blandskog.